# Ivana Španović
Ivana Španović (ur. 10 maja 1990 w Zrenjaninie) – serbska lekkoatletka specjalizująca się w skoku w dal. Od września 2021 r. do grudnia 2023 r. była żoną trenera fitnessu Marko Vulety, zmieniając w tym czasie nazwisko na Ivana Vuleta.

## Osiągnięcia
- srebrny medal mistrzostw świata juniorów młodszych (Ostrawa 2007)
- złoto mistrzostw świata juniorów (Bydgoszcz 2008)
- złoto Uniwersjady (Belgrad 2009)
- srebrny medal mistrzostw Europy juniorów (Nowy Sad 2009)
- 1. miejsce w zawodach II ligi drużynowych mistrzostw Europy (Belgrad 2010)
- wygrana w II lidze drużynowych mistrzostw Europy (Nowy Sad 2011)
- złoty medal mistrzostw krajów bałkańskich (Sliwen 2011)
- srebrny medal mistrzostw Europy do lat 23 (Ostrawa 2011)
- złoty medal halowych mistrzostw krajów bałkańskich (Stambuł 2013)
- 5. miejsce na halowych mistrzostwach Europy (Göteborg 2013)
- złoty medal mistrzostw krajów bałkańskich (Stara Zagora 2013)
- brązowy medal mistrzostw świata (Moskwa 2013)
- brązowy medal halowych mistrzostw świata (Sopot 2014)
- srebrny medal mistrzostw Europy (Zurych 2014)
- 2. miejsce podczas pucharu interkontynentalnego (Marrakesz 2014)
- brązowy medal mistrzostw świata (Pekin 2015)
- srebrny medal halowych mistrzostw świata (Portland 2016)
- złoty medal mistrzostw Europy (Amsterdam 2016)
- złoty medal halowych mistrzostw Europy (Belgrad 2017)
- 4. miejsce podczas mistrzostw świata (Londyn 2017)
- złoty medal halowych mistrzostw świata (Birmingham 2018)
- złoty medal halowych mistrzostw Europy (Glasgow 2019)
- złoty medal halowych mistrzostw świata (Belgrad 2022)
- 7. miejsce podczas mistrzostw świata (Eugene 2022)
- złoty medal mistrzostw Europy (Monachium 2022)
- brązowy medal halowych mistrzostw Europy (Stambuł 2023)
- złoty medal mistrzostw świata (Budapeszt 2023)
- 2. miejsce w zawodach II dywizji drużynowych mistrzostw Europy (Maribor 2025)

W 2008 r. reprezentowała Serbię podczas igrzysk olimpijskich w Pekinie, 31. lokata w eliminacjach nie dała jej awansu do finału. Cztery lata później w Londynie, zajęła 11. lokatę w konkursie finałowym. 17 sierpnia 2016 na igrzyskach olimpijskich w Rio de Janeiro zdobyła brązowy medal z wynikiem 7,08 m, ustanawiając jednocześnie nowy rekord kraju. 5 lat później w Tokio zajęła 4. miejsce, natomiast w 2024 w Paryżu zajęła 16. pozycję w eliminacjach i nie awansowała do finału.

## Rekordy życiowe
- skok w dal (stadion) – 7,14 m (2023), rekord Serbii
- skok w dal (hala) – 7,24 m (2017), rekord Serbii, 3. wynik w historii światowej lekkoatletyki
- pięciobój lekkoatletyczny (hala) – 4240 pkt. (2013), rekord Serbii
- bieg na 60 metrów (hala) – 7,31 s (2015), rekord Serbii